# Початун Валентина Йосипівна
Валенти́на Йо́сипівна Початун (нар. 27 грудня 1936, місто Київ) — українська радянська діячка, новатор виробництва у харчовій промисловості. Герой Соціалістичної Праці (1974). Член ЦК КПУ у 1971—1981 р.

## Біографія
У 1956—1974 р. — бригадир карамельного цеху Київської кондитерської фабрики імені Карла Маркса. Бригада, очолювана Початун, виступила ініціатором руху «Норма — не рубіж», була в числі зачинателів почину «Жодного відстаючого поруч».
Член КПРС з 1966 року.
У 1975—1977 р. — начальник карамельного цеху Київської кондитерської фабрики імені Карла Маркса. З 1978 — завідувач навчальної частини професійно-технічного училища Київської кондитерської фабрики.
Потім — на пенсії у місті Києві.

## Нагороди
- Герой Соціалістичної Праці (17.01.1974)
- орден Леніна (17.01.1974)
- орден Трудового Червоного Прапора
- медалі